# Мурило Фатигати (Напуљ)
Мурило Фатигати је насеље у Италији у округу Напуљ, региону Кампанија.
Према процени из 2011. у насељу је живело 67 становника. Насеље се налази на надморској висини од 26 м.